# Grepafloxacina
La  grepafloxacina (nella fase sperimentale conosciuta anche con la sigla OPC-17116) è un antibiotico che appartiene alla classe dei chinoloni di terza generazione. Veniva solitamente impiegata nel trattamento delle infezioni delle vie urinarie e del tratto respiratorio. Sviluppata dalla società farmaceutica GlaxoSmithKline la grepafloxacina fu volontariamente ritirata dal commercio il 27 ottobre 1999, quando in Italia risultava in commercio da sole due settimane, per l'evidenza di un grave effetto indesiderato, cioè la tendenza a determinare un prolungamento dell'intervallo QT, spesso seguito da gravi e talvolta fatali aritmie.

## Farmacodinamica
La grepafloxacina, similmente ad altri chinoloni agisce tramite l'inibizione di due enzimi fondamentali per la cellula batterica, la DNA-girasi (conosciuta anche come topoisomerasi II) e la topoisomerasi IV. La DNA girasi è un enzima essenziale coinvolto nella replicazione, trascrizione e riparazione del DNA batterico. La topoisomerasi IV è invece un enzima che svolge un ruolo chiave nella partizione di batterico DNA cromosomico durante la divisione cellulare. Il blocco di questi meccanismi enzimatici porta alla morte del batterio.

## Farmacocinetica
Dopo somministrazione orale la grepafloxacina viene rapidamente e ampiamente assorbita dal tratto gastrointestinale. La biodisponibilità  del composto si aggira intorno al 70%. La concentrazione plasmatica massima (Cmax) viene raggiunta entro 2 o 3 ore dalla somministrazione. La contemporanea assunzione di cibo non sembra influenzare significativamente i parametri farmacocinetici.
La molecola si distribuisce ampiamente nei fluidi e tessuti biologici, come dimostrato dall'ampio volume apparente di distribuzione (5,07 ± 0,95 l/kg). Il legame di grepafloxacina alle proteine plasmatiche umane è abbastanza basso (circa il 50%). L'antibiotico viene eliminato principalmente attraverso il metabolismo epatico e l'escrezione biliare. Solo una minima parte del chinolone (meno del 10% di una dose orale) viene eliminata immodificata nelle urine. La clearance orale della grepafloxacina risulta ridotta in soggetti con insufficienza epatica, pertanto il chinolone è controindicato per l'uso in questa popolazione di pazienti.

## Usi clinici
La grepafloxacina trovava indicazione nelle riacutizzazioni di bronchite cronica causate da germi sensibili (ad esempio Haemophilus influenzae, Streptococcus pneumoniae, Moraxella catarrhalis), nelle polmoniti acquisite in comunità (anche in quelle sostenute, oltre che dai precedenti germi, da Mycoplasma pneumoniae), nella gonorrea e nelle uretriti e cerviciti non gonococciche, ad esempio causate da Chlamydia trachomatis o Ureaplasma urealyticum.

## Controindicazioni
La grepafloxacina è controindicata in soggetti con ipersensibilità nota al principio attivo, ad altri agenti antimicrobici nella classe dei chinoloni, oppure ad uno qualsiasi degli eccipienti utilizzati nella formulazione farmaceutica. Inoltre è controindicata nei pazienti con insufficienza epatica.

## Stereochimica
Grepafloxacin contiene uno stereocentro e consiste di due enantiomeri. Si utilizza come racemo, cioè una miscela in rapporto 1:1 delle forme ( R ) e ( S ):
| Enantiomeri di Grepafloxacin | Enantiomeri di Grepafloxacin |
| ---------------------------- | ---------------------------- |
| CAS-Nummer: 146761-68-4      | CAS-Nummer: 146761-69-5      |